# Wim Broeckx
Wim Broeckx (29 maart 1984) is een Belgisch touwtrekker.

## Levensloop
Broeckx is afkomstig uit Wortel en is aangesloten bij de Retiese touwtrekkersclub Familie Janssens.
Daarnaast is hij actief in het Belgisch touwtrekteam. Met de Pull Bulls nam hij onder meer tweemaal deel aan de Wereldspelen, met name in 2017 en 2022. In 2017 werd hij met de nationale ploeg vierde in de klasse tot 700 kilogram en in 2022 behaalde ze een bronzen medaille in de klasse tot 640 kg.
Ook maakte Broeckx deel uit van de selectie die op het wereldkampioenschap van 2021 te Bilbao vijfdes eindigde. Tevens behaalde hij aldaar goud in de open clubcompetitie met een team samengesteld uit leden van de Familie Janssens en De Mertensmannen.